# Distrito de Fuwa
Fuwa (不破郡, Fuwa-gun) é um distrito japonês localizado na província de Gifu.
Em 2008 o distrito tinha uma população estimada em 37 065 habitantes e uma densidade populacional de 348 h/km². Tem uma área total de 106,43 km².

## Vilas e aldeias
- Sekigahara
- Tarui